# Yassine Boufalgha
Yassine Boufalgha (arabe : ياسين بوفالغة), né le 4 décembre 1989 à Tataouine, est un footballeur tunisien, qui évolue au poste de défenseur au Shabaab al Jabal (en).

## Biographie
Il évolue pendant plusieurs saisons en Ligue I tunisienne avec le club de l'Union sportive de Ben Guerdane.

## Palmarès
- Finaliste de la coupe de Tunisie en 2017 avec l'Union sportive de Ben Guerdane